# تپه میرزا خان سفلی
تپه میرزا خان سفلی مربوط به عصر آهن - دوره اشکانیان - سده‌های ۴تا ۶ ه.ق است و در شهرستان بیله‌سوار، بخش قشلاق دشت، دهستان قشلاق شرقی، روستای خان بابا کندی واقع شده و این اثر در تاریخ ۱۲ شهریور ۱۳۸۶ با شمارهٔ ثبت ۱۹۴۳۵ به‌عنوان یکی از آثار ملی ایران به ثبت رسیده است.